# Paul Bourotte
Paul Bourotte (* 4. Januar 1876 in Rhèges; † 5. August 1935 in Gagny) war ein französischer Radrennfahrer.
Zum Radsport kam er über einen Umweg: er erlitt nach einem Sturz vom Fuhrwerk seines Vaters schwere Verletzungen und kam in ein Pariser Krankenhaus. Nach seiner Genesung blieb er in Paris und nahm eine Arbeit an. Für 15 Franc von seinem Verdienst kaufte er ein altes Rad, das schon die Fernfahrt Paris-Brest-Paris mitgemacht hatte. Darauf trainierte er und bestritt seine ersten Rennen. Seine abgerundete Haltung auf dem Rad führte zu dem Spitznamen „der Frosch“.
Paul Bourotte war von 1897 bis 1904 Profi. In seinem ersten Jahr als Berufsfahrer wurde er französischer Vize-Meister im Steherrennen. 1901 errang er den nationalen Titel in dieser Disziplin. 1902 gewann er den Sprint-Klassiker Grand Prix de l’UVF.
Bei den Rennen für Profis, die im Rahmen der Olympischen Sommerspiele 1900 in Paris ausgetragen wurden, belegte Bourotte Rang drei im Punktefahren hinter Floyd MacFarland und Mathieu Cordang.
Nach dem Ende seiner aktiven sportlichen Laufbahn wurde Paul Bourotte Sportlicher Leiter der Mannschaft Alcyon.